# Poitiers Etudiants Club (omnisports)
Pour les articles homonymes, voir PEC.
Ne pas confondre avec le Stade Poitevin (omnisports)
Le Poitiers Etudiants Club abrégé en PEC ou encore en Poitiers EC est un club omnisports français, fondé en 1924, et basé à Poitiers, dans la Vienne. C'est l'un des trois principaux clubs omnisports de la ville avec le Stade Poitevin et le « Cercle d'Éducation Physique de Poitiers (CEP) » du patronage Saint-Joseph. Son siège se trouve sur le campus universitaire, route de Limoges, au sud-est de la cité poitevine.

## Historique du club
La ville de Poitiers a une ancienne tradition universitaire. L'université de Poitiers a été fondée en 1431 et a formé plusieurs penseurs ou écrivains renommés : Descartes, Bacon, Du Bellay ou Rabelais. Celle-ci étant aussi une référence pour Balzac. Ainsi en 1924, est créée cette association dont l’objectif affiché était de propager les exercices de plein air et de préparer les candidats au brevet de préparation militaire . D’abord lancé autour du basket-ball et du tennis, le PEC s’élargit dès1930 à de nouvelles disciplines :  football, rugby, hockey sur gazon entre autres.
Au lendemain de la seconde guerre mondiale une section handball est créée et en 1948, elle remporte le titre de champion de France de handball à onze (stade de foot et zone à 11 m). Le PEC jouait alors au stade de la Madeleine, en centre-ville. Au début des années 1950, sous l’impulsion des pays de l’Est et Scandinaves, apparaît le handball à sept qui va rapidement supplanter son aîné, avec un terrain plus court et la possibilité de jouer à l’intérieur. En 1951, apparaît le premier Championnat de France Féminin à 7 et un an plus tard le championnat masculin verra le jour, à son tour. À ce titre, le Gymnase Universitaire no 1 de la rue des Carmélites à Poitiers fut dès 1953, le temple régional des matchs à sept et l’équipe du PEC, mené par un groupe de professeurs d'EPS, évolue dans les championnats nationaux au même titre que des grandes villes universitaires comme Nantes et Bordeaux.
En 1978, le PEC se dote d’une nouvelle section, l’athlétisme, qui deviendra l’une des plus importantes du club avec jusqu'à 500 adhérents et enverra plusieurs champions aux Jeux olympiques. C’est aussi en 1978 que la structure établit son secrétariat à côté du gymnase universitaire n¨2 (GU2). Les années 90 mèneront la section rugby jusqu’au titre régional en 1995.
Au début des années 2000, le PEC prend un virage : moins de compétition, plus de loisirs. Ce qui n’empêchera pas les sections athlétisme et handball de briller.

En 2021, le club ouvre une dixième section en créant un centre de loisirs pour enfants tourné vers le sport. Aujourd’hui, le club centenaire demeure dynamique, dans son époque et des idées plein la tête.
Au fil du temps, le PEC a permis l'émergence d’équipes dans de nombreuses autres disciplines, comme le badmington et le tennis de table. Le club compte aujourd’hui dix sections 
En 2024, le club fête son centenaire.

## Sections sportives

### Handball
Au début des années 90, le PEC handball à du mal à renouer avec son niveau d'atan. les résultats sont moribonds et l'équipe masculine végète en Nationale 3. De plus, elle sublie la conncurence de clubs voisins ou banlieusards comme le « HBC Biard » évoluant alors au même niveau.
En 1995, sous la présidence de Marc Laville, le club fusionne avec le club de handball de Jaunay-Clan, club voisin fondé en 1979 et qui vient lui aussi de monter en Nationale 3, apportant au prestigieux passé, la certitude d’un avenir jeune et dynamique et permet de mettre en place de meilleures structures. Dès lors, les masculins continuent leur ascension pour atteindre la Nationale 1, alors que les féminines accèderont au deuxième meilleur niveau national. Elles se maintiennent à ce niveau durant trois années consécutives (2000 à 2003).
Puis en 2016, ce même  PEC Handball devenu le PEC-JC après sa fusion avec le club de Jaunay-Clan , et le club de Valvert Handball, autre club voisin de Saint-Georges-lès-Baillargeaux fondé en 1983, unissent leurs forces, avec la mise en place d'une convention sur six équipes, pour former le Grand Poitiers Handball 86 dans le but de maintenir un niveau national dans la Vienne. Les couleurs violette, blanche et noire laissent la place au blanc et au bleu et le nouveau club évolue aujourd'hui au  Poitiers à la salle du Bois d'Amour, gymnase du lycée du même nom, situé au sud de Poitiers où se trouve également un pôle handball régional depuis la fin des années 1980.

## Image et identité

### Couleurs du club
Les couleurs du club sont le violet et le blanc parfoit accompagnés du noir.
Le violet fut choisi comme couleur principale car les toges portées par les président(e)s d’université, les recteurs d’académie et les directeurs des UFR ou doyens lors de grandes occasions, comme les soutenances de thèses, les cérémonies de rentrée universitaire ou d’attribution de grades, de décorations ou de titres honorifiques. C'est aussi la couleur des palmes académiques.
Ainsi certains clubs universitaires comme le Paris Université Club (PUC) et donc le Poitiers Etudiants Club ont pour couleur principale le violet.

### Blason ou écusson du club

Logo du PEC dans les années 70 et 80.
Logo actuel du PEC depuis 2021